# 卢韦讷 (汝拉省)
卢韦讷（法語：Louvenne，法語發音：[luvɛn]）是法国汝拉省的一个旧市镇，属于隆斯勒索涅区。2017年，卢韦讷与临近的3个市镇合并为新市镇瓦勒叙朗。

## 地理
卢韦讷（46°25'16"N, 5°28'6"E）面积7.8 平方千米，位于法国勃艮第-弗朗什-孔泰大區汝拉省，该省份为法国东部内陆省份，北起上索恩省，西北接科多尔省，西临索恩-卢瓦尔省，南至安省，东与杜省和瑞士接壤。
与卢韦讷接壤的市镇（或旧市镇、城区）包括：日尼、昂德洛-莫尔瓦勒、莫讷泰、蒙特勒韦、圣于连。
卢韦讷的时区为UTC+01:00、UTC+02:00（夏令时）。

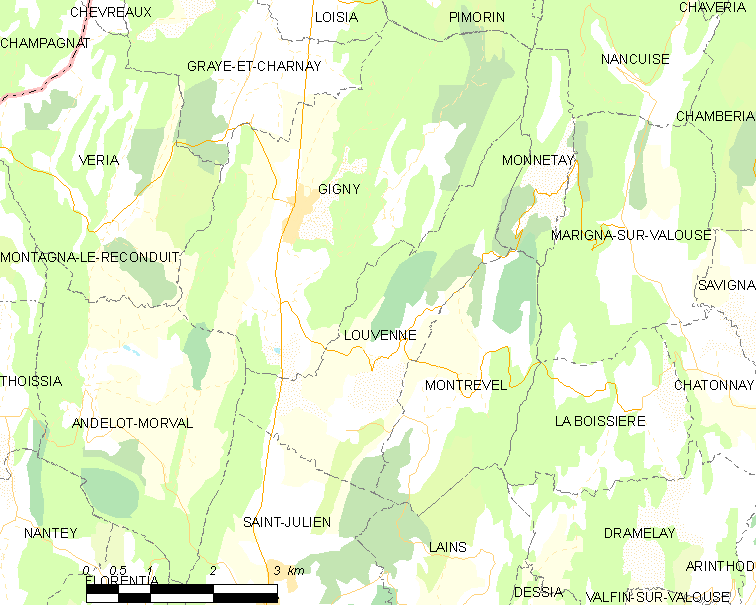
卢韦讷的OSM定位图

## 行政
卢韦讷的邮政编码为39320，INSEE市镇编码为39303。

## 政治
卢韦讷所属的省级选区为圣阿穆尔县。

## 人口

1962-2008年间卢韦讷人口变化图示

卢韦讷于2018年1月1日时的人口数量为131人。